# Championnats du monde de tir 1901
Navigation
Édition précédente Édition suivante
Les championnats du monde de tir 1901, cinquième édition des championnats du monde de tir, ont eu lieu à Lucerne, en Suisse, en 1901.